# Burgus Oberranna

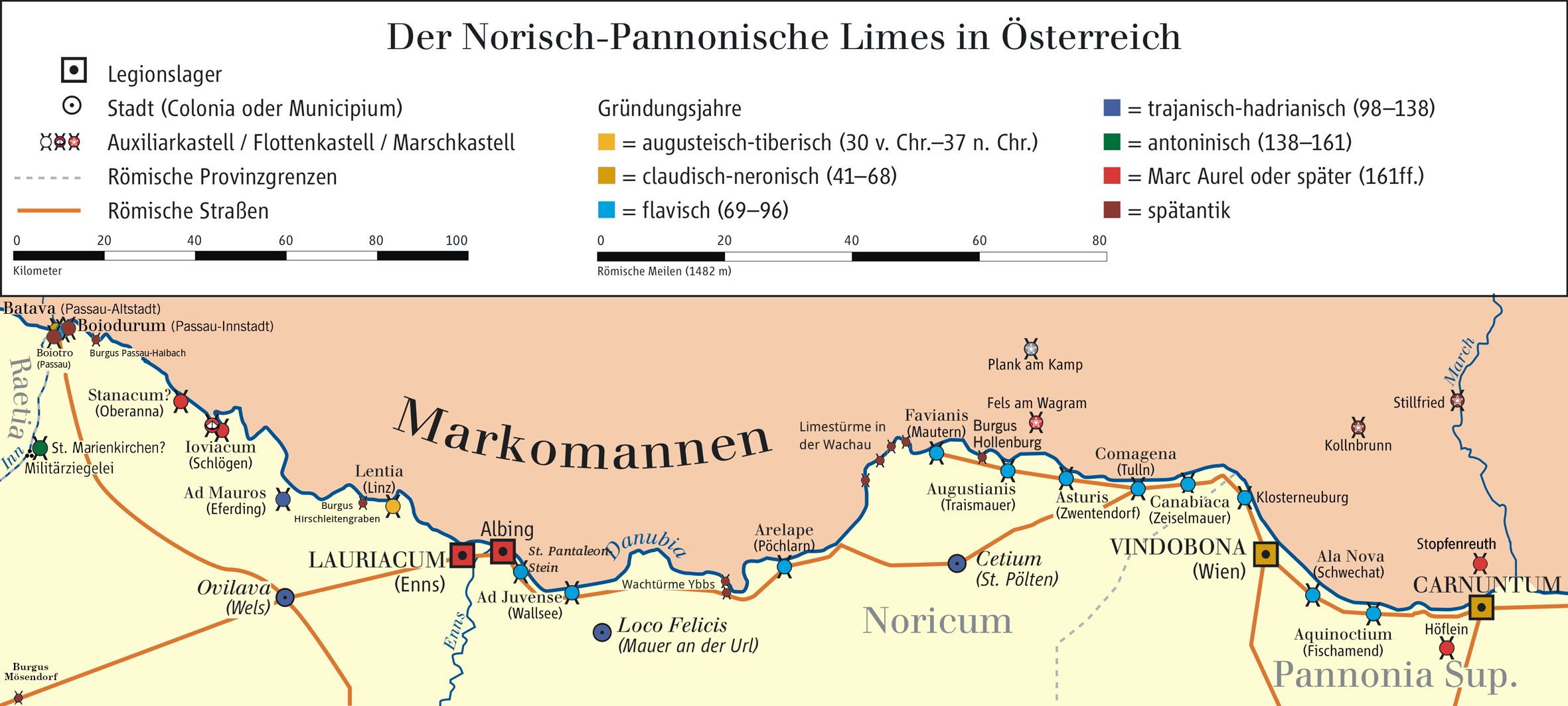
Karte des norischen Limes

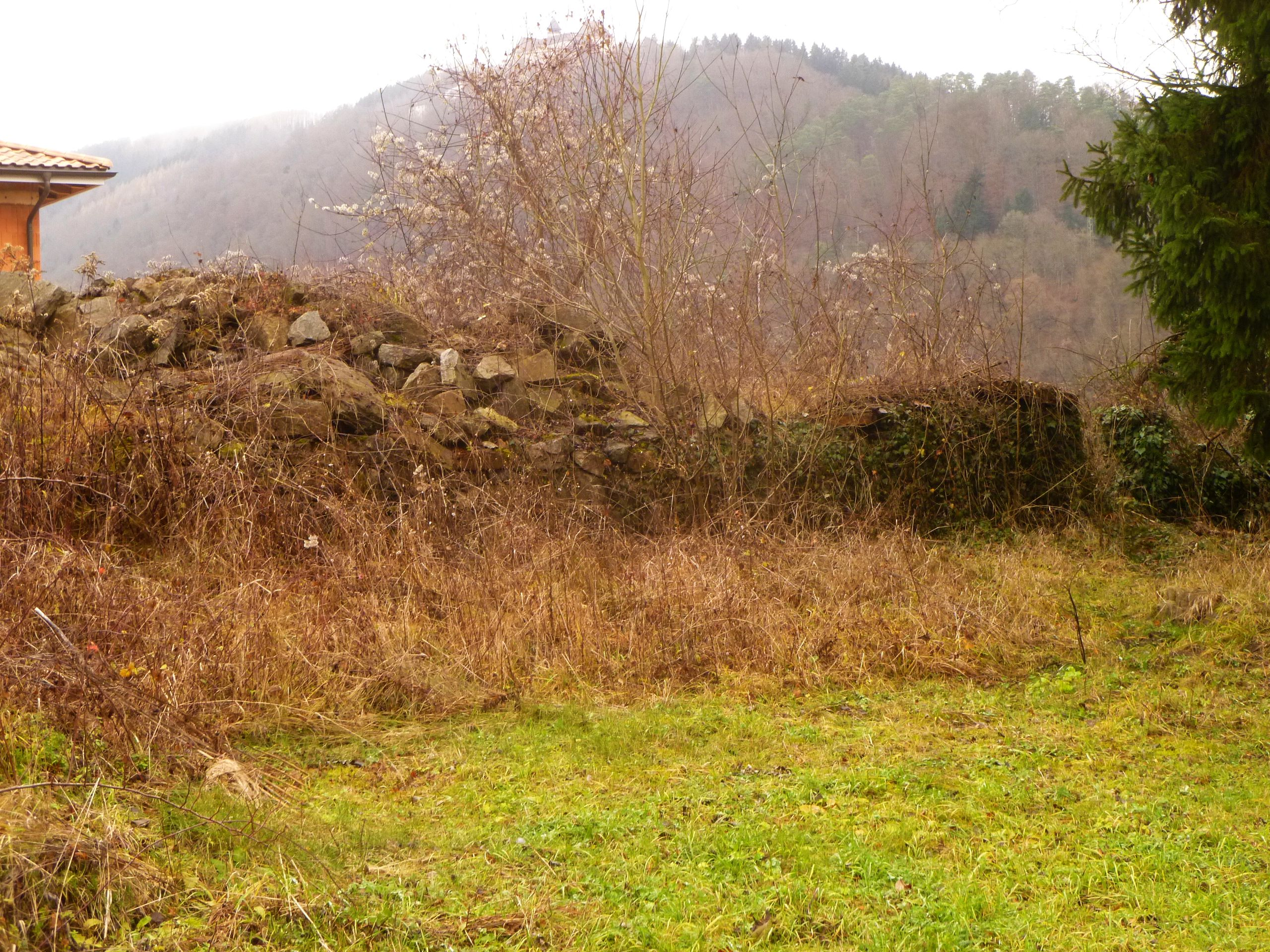
Areal des Burgus vor der Sanierung (2013)

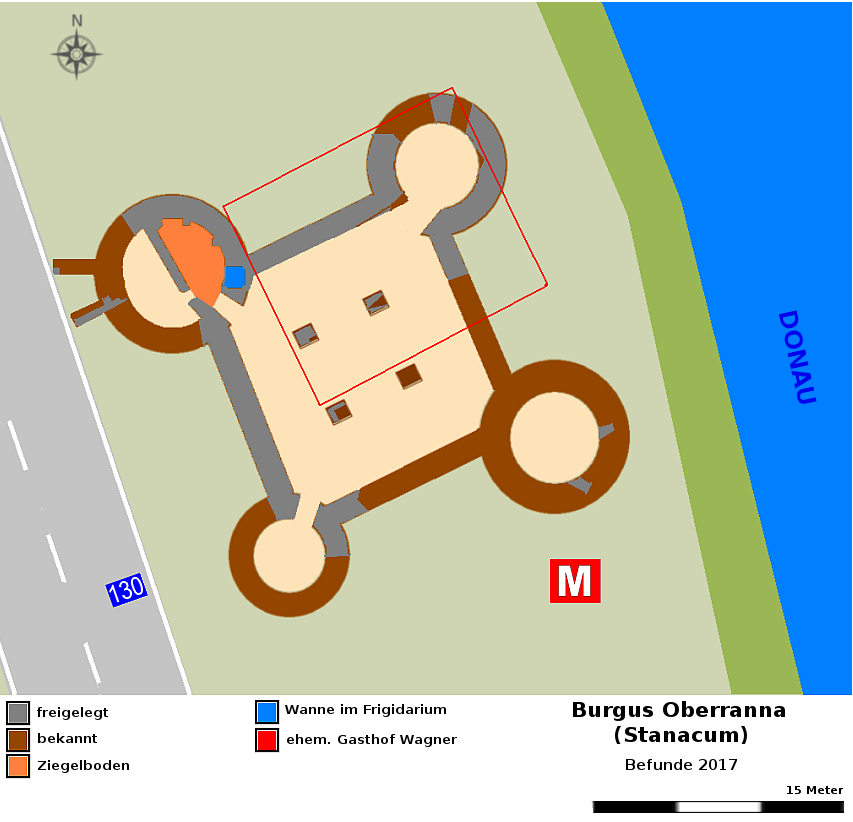
Grabungsskizze, Stand 2017

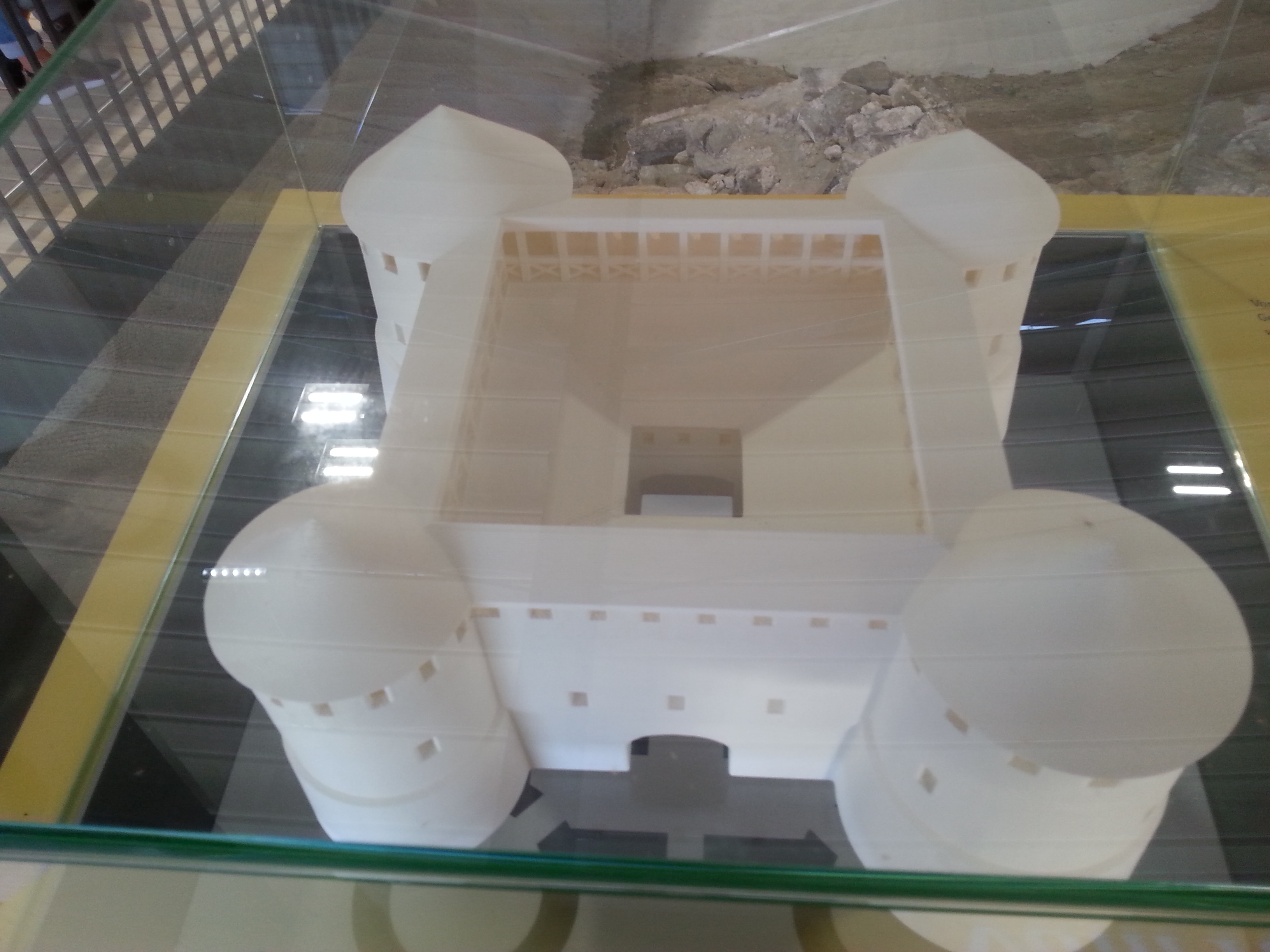
Rekonstruktionsmodell

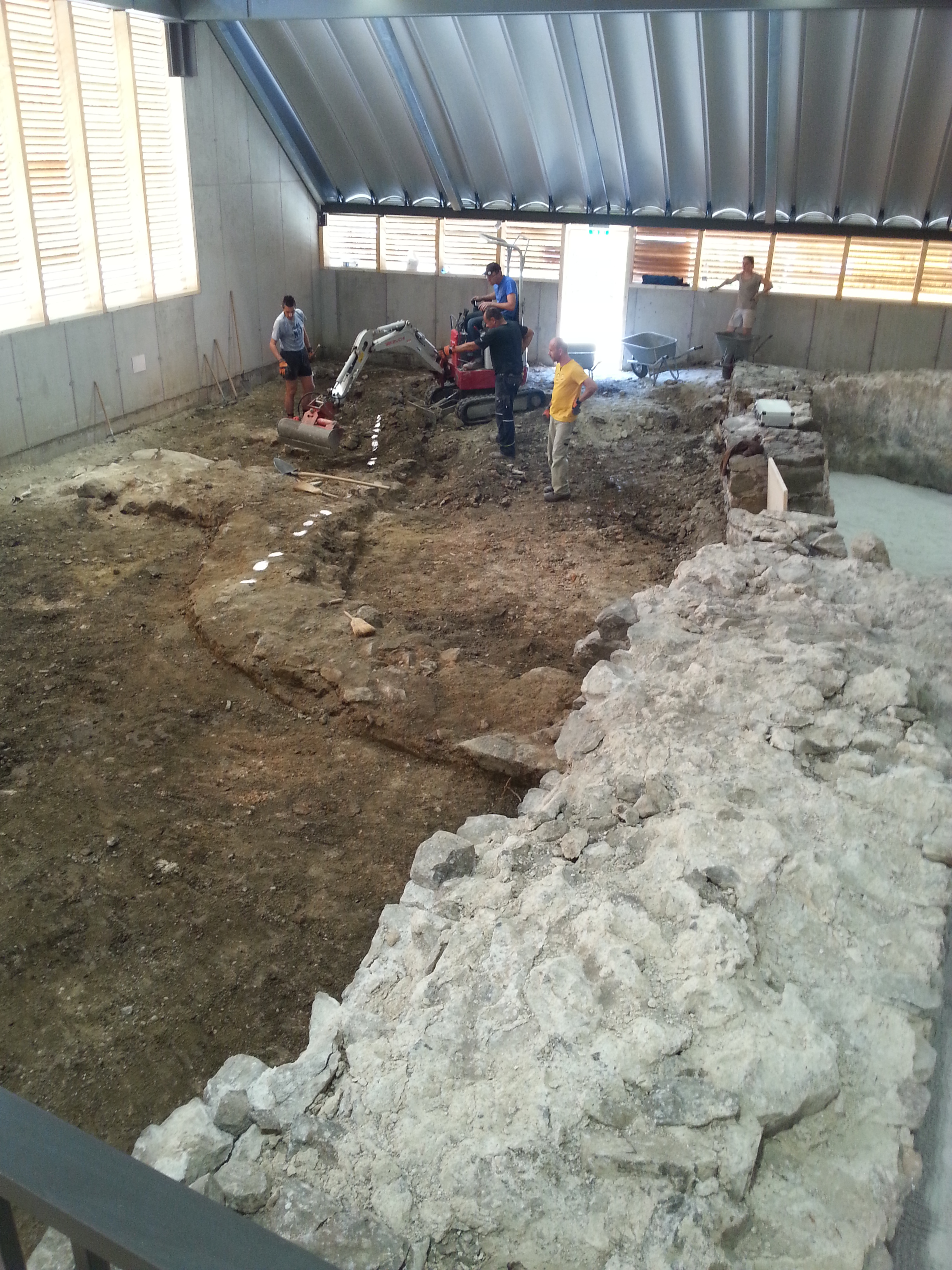
Mitarbeiter der Grabungsfirma Archeonova bei der Freilegung des Nordwestturms
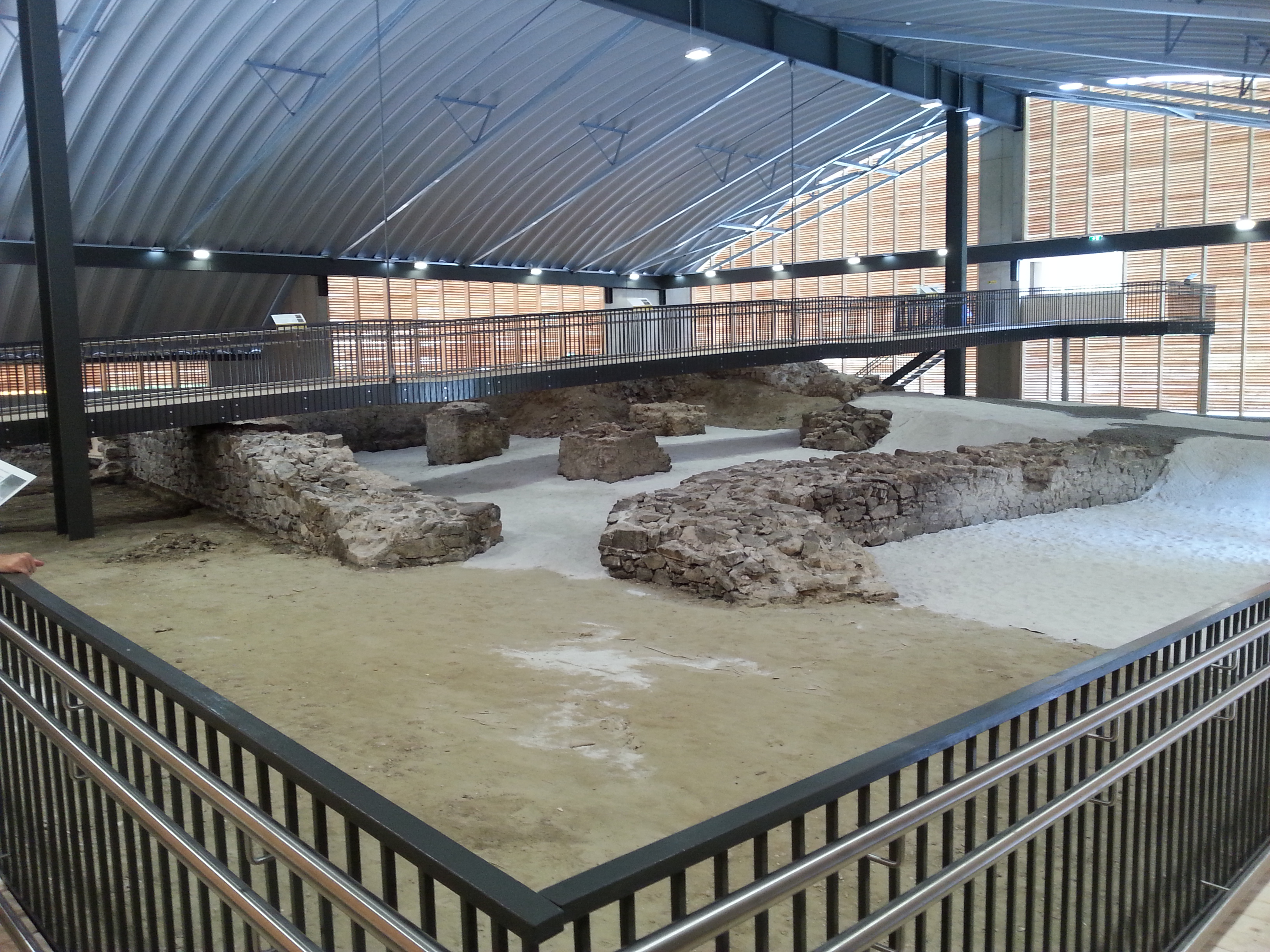
Die fast vollständig freigelegte und konservierte Ruine
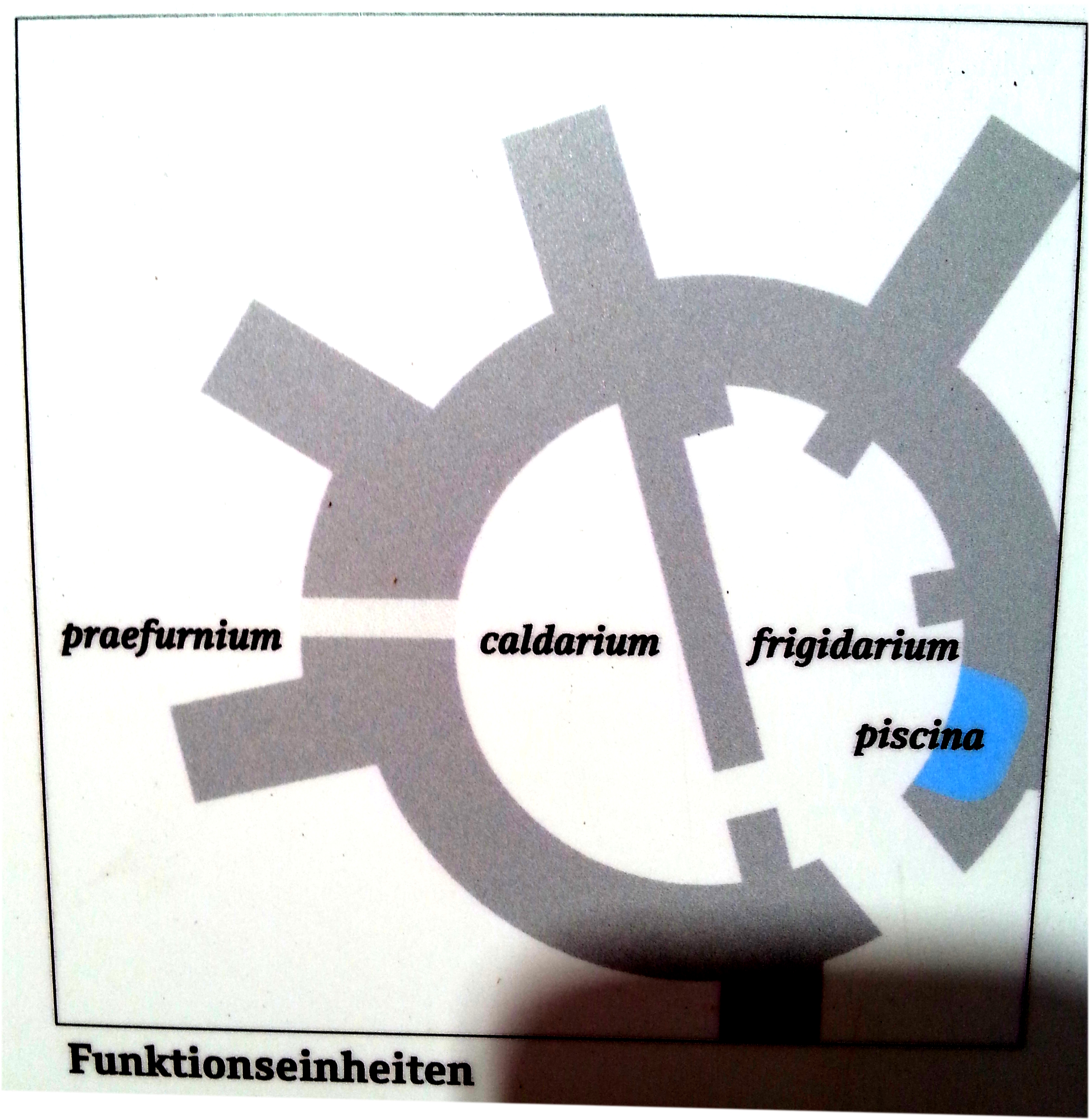
Befundskizze der Badeanlage im Nordwestturm
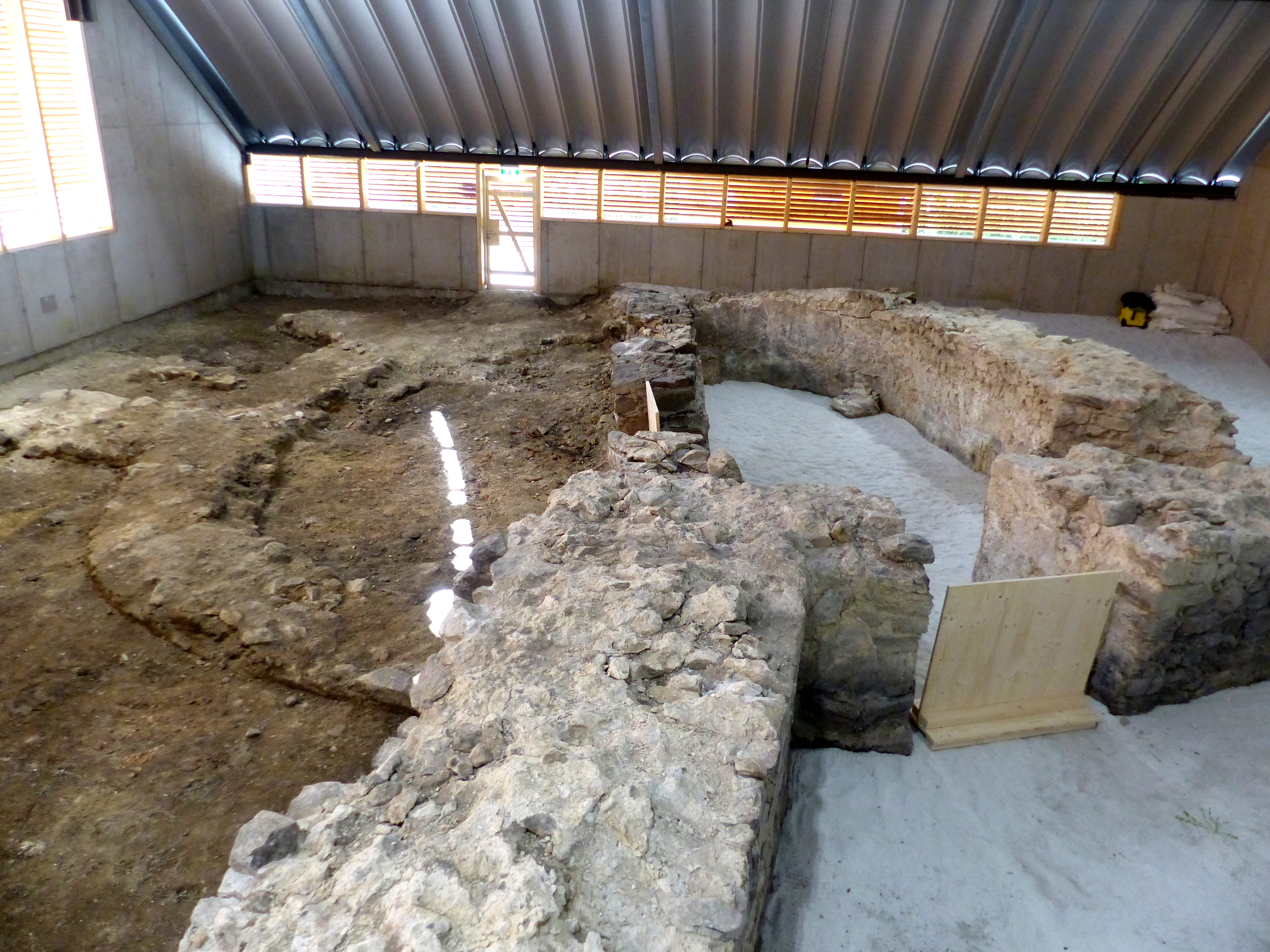
Nordwestturm mit Badeanlage
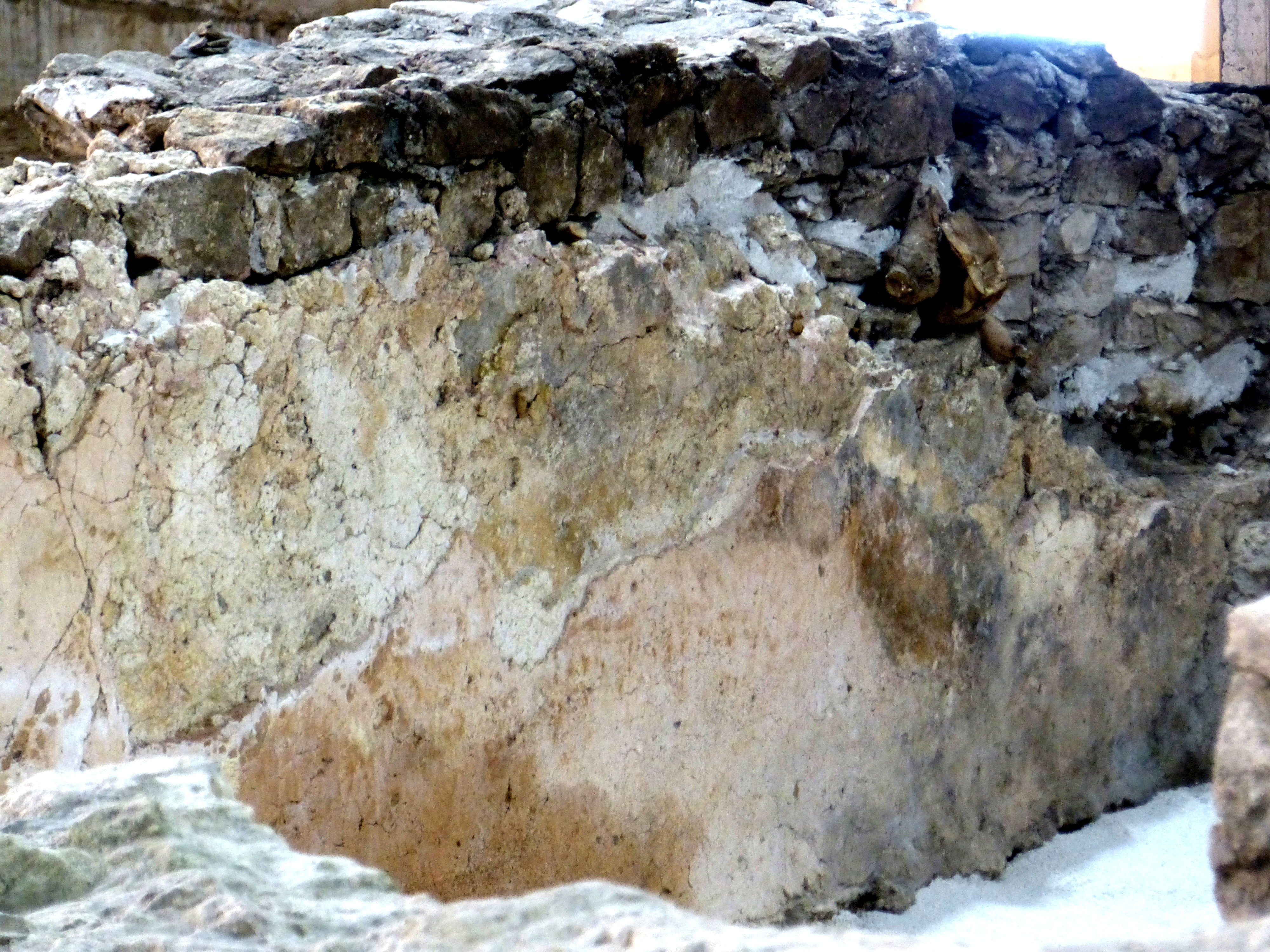
Putzreste der Badeanlage
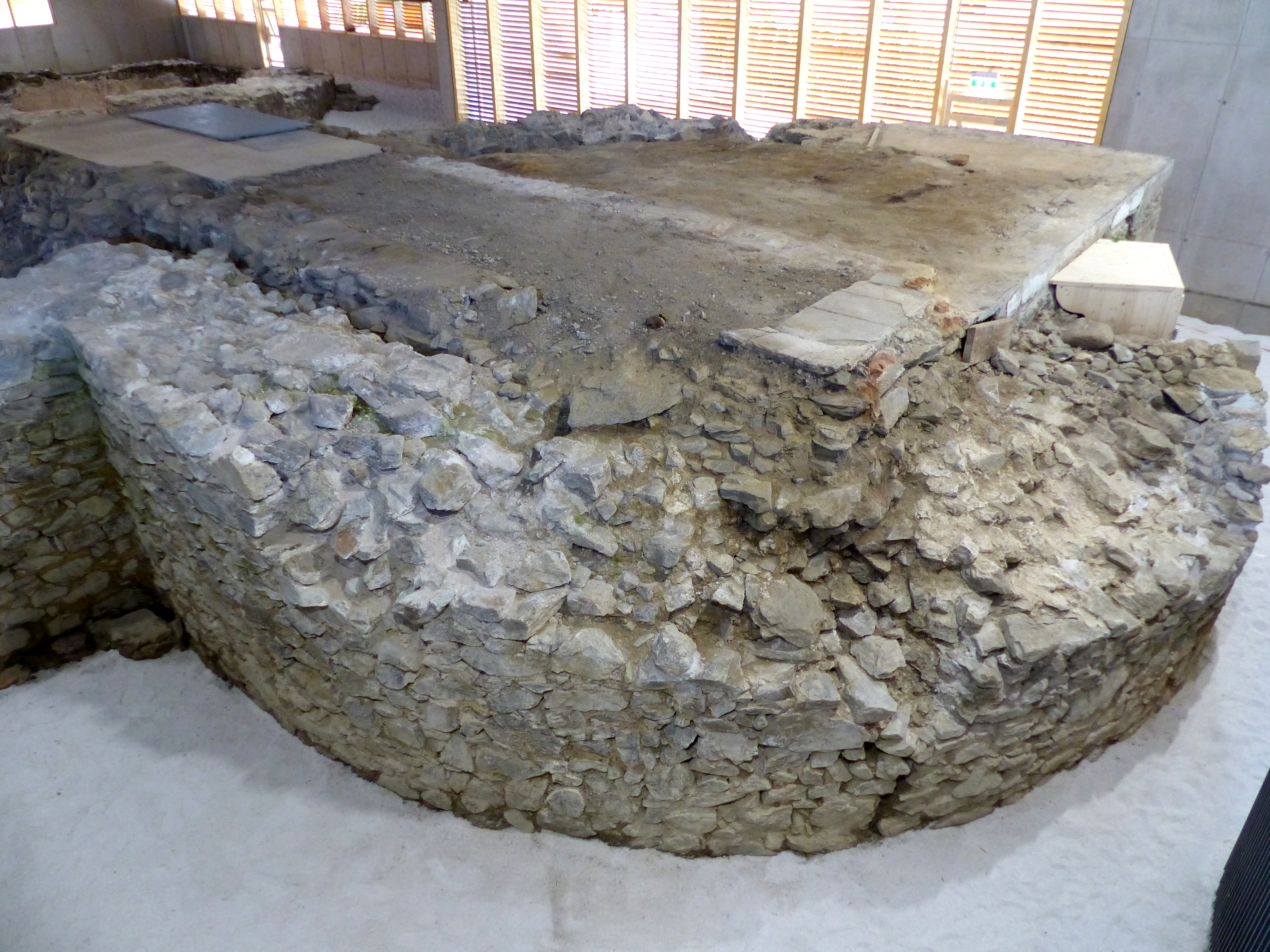
Untergeschoß des Nordostturms
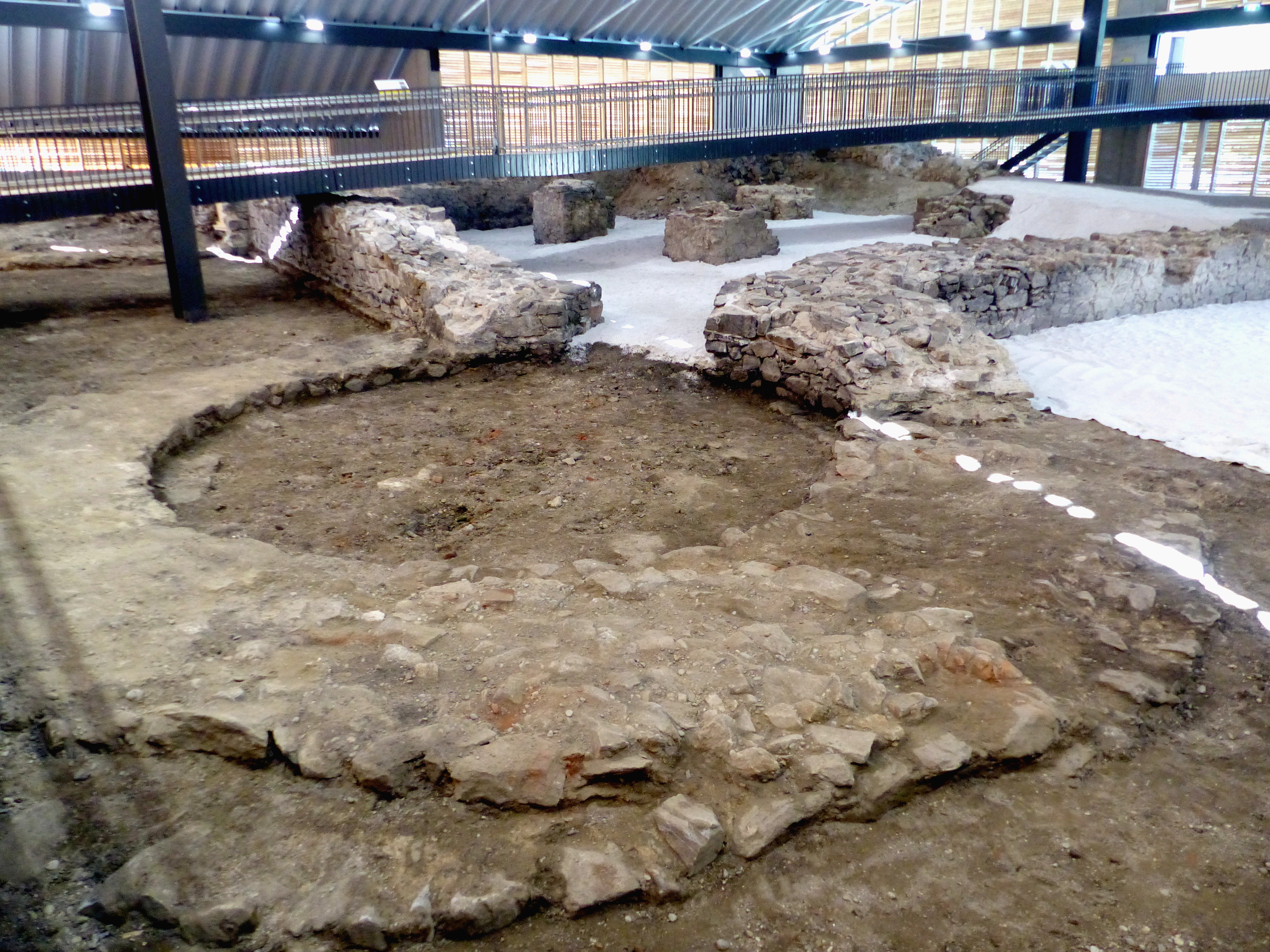
Fundamente des Südwestturms
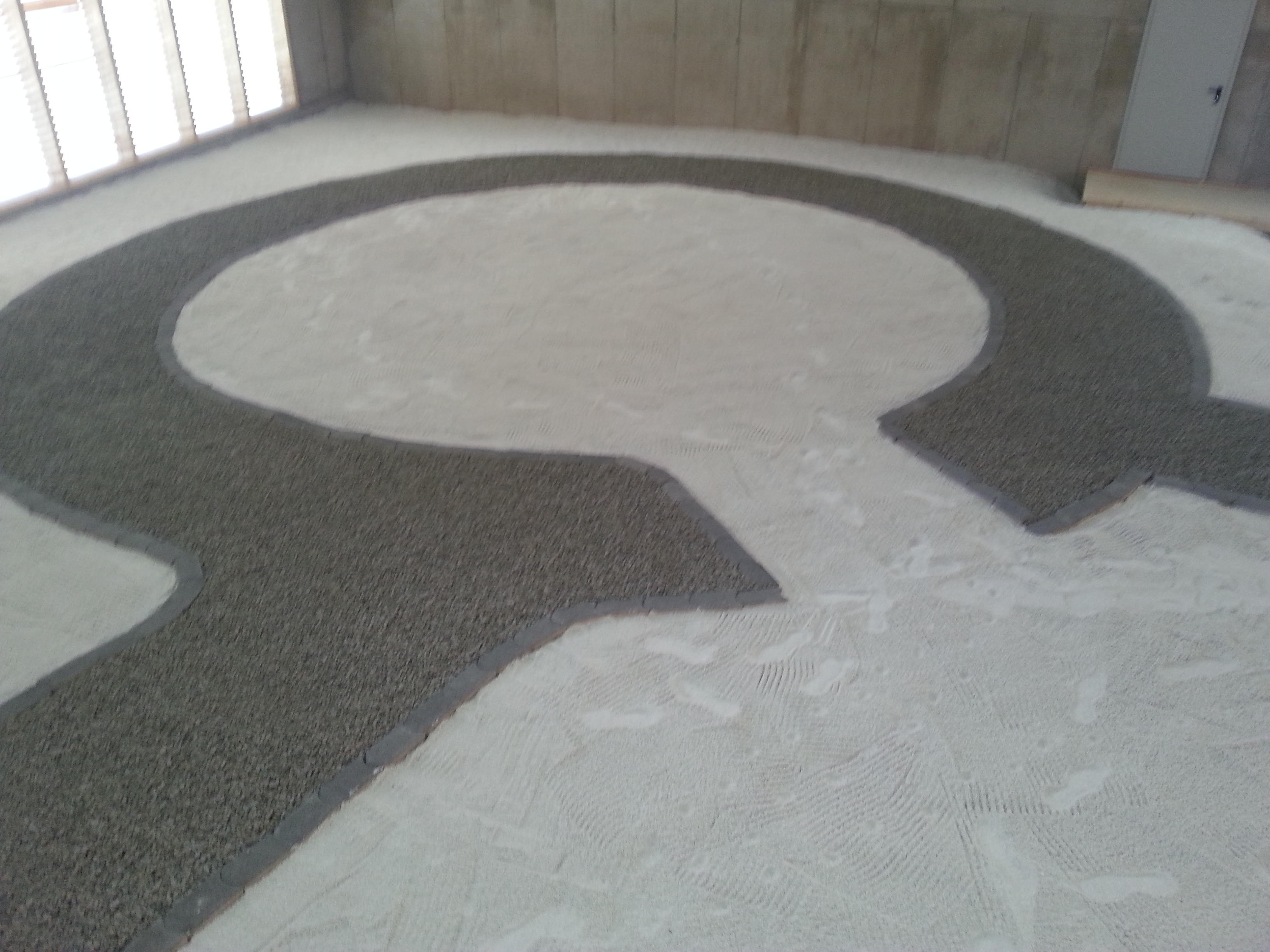
Mit Kiesbestreuung markierte Position des Südostturms
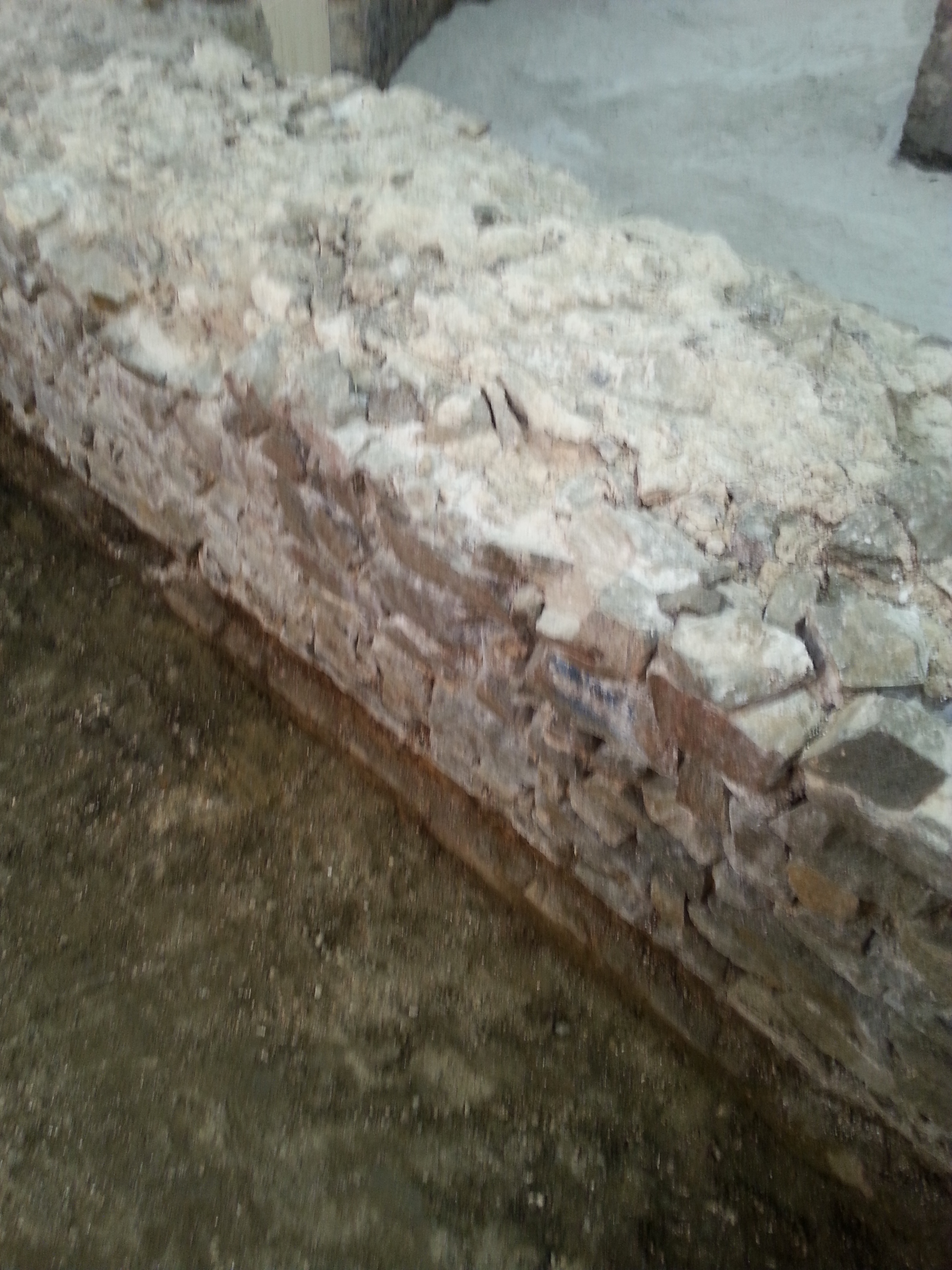
Fundamentvorsprung an der Westmauer
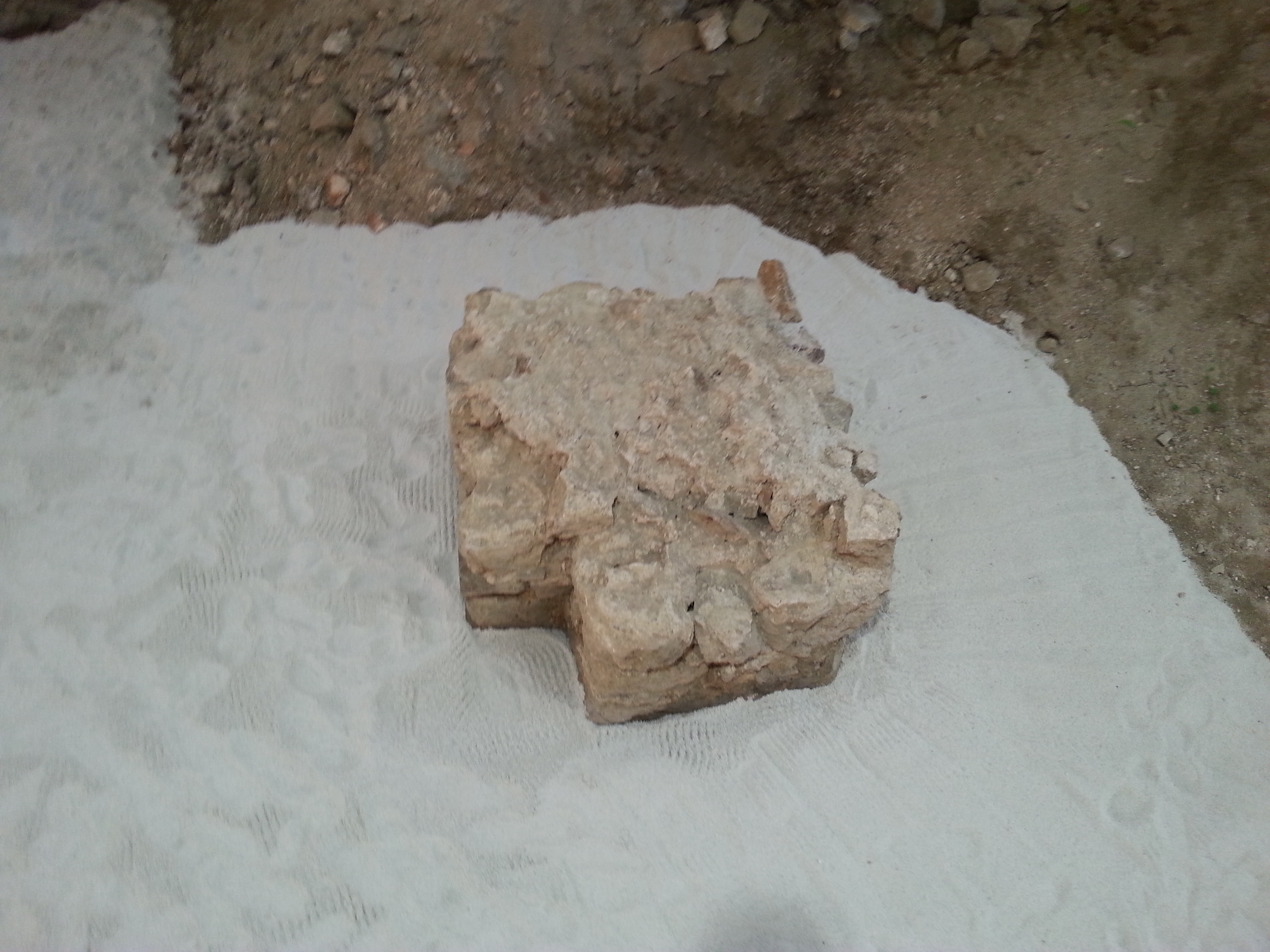
Eines der vier Pfeilerfundamente im Innenhof

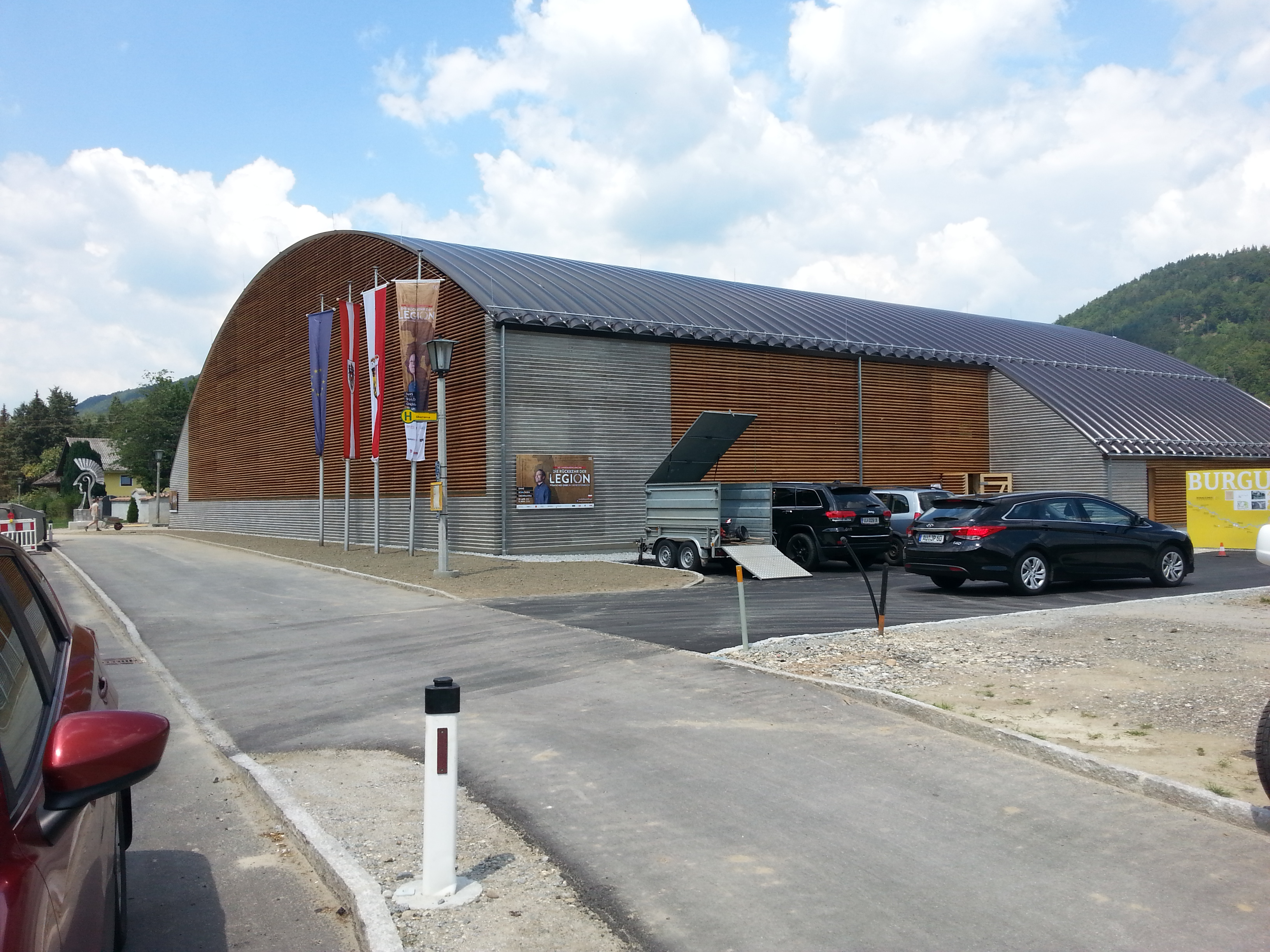
Südfassade des 2018 fertiggestellten Schutzbaues

Der Burgus Oberranna, vermutlich identisch mit dem antiken Stanacum, liegt auf dem Gebiet der Marktgemeinde Engelhartszell, Ortsteil Oberranna, im Bezirk Schärding, Innviertel, Bundesland Oberösterreich.
Die aus der Spätantike stammende Kleinfestung wird in der Forschung mehrheitlich als römischer Hilfstruppenstützpunkt und Bestandteil der Festungskette des Donaulimes in der Provinz Noricum angesehen. Sie lag direkt an der Limesstraße und war bis 2007 von einem Gasthaus überbaut. Die Interpretation als Wehrbau war bis 2017 umstritten, da einige namhafte Forscher es für eine Thermenanlage hielten. Über die historische Entwicklung und die Besatzungseinheiten dieses Stützpunktes ist nichts bekannt. Es gilt heute als das am besten erhaltene römische Bauwerk in Oberösterreich. Der Burgus ist seit 2021 Bestandteil des zum UNESCO-Weltkulturerbe erhobenen Donaulimes.

## Lage und Funktion
Die Fundstelle liegt etwa elf Kilometer flussaufwärts von Schlögen, wo sich das Donautal wieder weitet. Die Lage des Burgus an der via iuxta Danuvium, der heute die Bundesstraße 130 folgt, am rechten Donauufer, ermöglichte die Kontrolle der gegenüberliegenden Mündung der Ranna und der durch Niederterrassen gebildeten Flussniederungen (Hans Jüngling). Etwa 100 Meter stromaufwärts bot ein Seitenarm eine geschützte Anlegemöglickeit für Schiffe. Richard Trampler hielt es für den westlichen Flankenschutz des Kleinkastells Schlögen (Iovacum). Der durch die Wachmannschaft zu sichernde Limesabschnitt zählte zur Provinz Noricum ripense.

## Name
Die Identifizierung mit Stanacum, das nur im Itinerarium Antonini (249, 4), einem Reisehandbuch aus dem 3. Jahrhundert, überliefert ist, ist nicht gänzlich gesichert, aber doch sehr wahrscheinlich. Laut diesem Verzeichnis war diese Straßenstation 20 Meilen (29,6 km) von Boiodurum (Passau) und 18 Meilen (26,7 km) von Iovacum (Schlögen) entfernt. Diese Entfernungsangaben treffen genau auf Oberranna zu. In den beiden anderen Hauptquellen für den spätantiken Donaulimes, Notitia Dignitatum und Tabula Peutingeriana, wird der Standort nicht erwähnt.

## Forschungsgeschichte
1840 wurden die römischen Mauern vom Schlögener Grabungsverein entdeckt und zwischen 1840 und 1842 unter der Leitung Josef Gaisbergers (1792–1871) freigelegt. Man erkannte sie damals schon als Südostmauer (mit zwei runden Ecktürmen) eines Kleinkastells. Der Ablauf und die Befunde der Grabung blieben allerdings undokumentiert, es existieren nur zwei zeitgenössische Federzeichnungen der Südfront mit den beiden Rundbauten an den Ecken. Bei Nachgrabungen im Jahre 1842 wurden weitere Kleinfunde wie „Keramikgefäße, Varia-Metall, Fragmente von eisernen Sporen, rothirdene Geschirre und Mauerbekleidung“ geborgen. Hans Jüngling berichtete 1953 vom Fund eines Kellers, Ziegel und Keramik (Mitteilung von Rudolf Fattinger). Das Fundmaterial wurde 1958 von Rudolf Noll katalogisiert.
In einer in aller Eile durchgeführten Notgrabung anlässlich der Erweiterung der Bundesstraße wurde 1960 erneut die südwestliche Außenmauer zwischen Haus Oberranna Nr. 5 und der 13 m südlich davon verlaufenden Bundesstraße 130 (Nibelungenstraße) freigelegt, die dem Verlauf der antiken Limesstraße entsprach. Der Ostturm konnte nicht untersucht werden. Bei Baggerarbeiten an einer Geländestufe stieß man erneut auf eine massive Mauerkonstruktion, die dabei teilweise zerstört bzw. ausgerissen wurde. Die verbliebenen Reste des rund 1,6 m hohen aufgehenden Mauerwerks wurden von Lothar Eckhart (Oberösterreichische Landesmuseen) untersucht und konserviert, stellenweise wurden auch noch Nachuntersuchungen vorgenommen. An Kleinfunden wurden Keramikgefäße und Ziegel sichergestellt. Einige der Fundobjekte waren jedoch viel älter als der Burgus. Für den Archäologen Thomas Fischer lag bei diesen Mauerresten kein Festungsbau vor, sondern die Therme eines nahegelegenen Kastells.
Das stark baufällige Wirtshaus wurde zwischen 2006 und 2007 abgerissen. Eine weitere Grabung fand im gleichen Jahr auf Initiative des Bundesdenkmalamtes (Leitung: Andrzej Karbinski) statt. Anlass war die Errichtung eines Neubaus auf dem Nachbargrundstück. Die Parzelle umgibt die unter Denkmalschutz stehende Parzelle 135/1, den Standort des Burgus. Insgesamt wurden vier Suchschnitte angelegt; im Westteil des Grundstücks kam in 0,6 m Tiefe eine Steinlage zutage, die als mittelkaiserzeitlich datiert wurde; weiters konnten Planierschichten in 0,4 m bis 0,5 m Tiefe festgestellt werden, die Fragmente von römischen Dachziegeln (tegulae) und Keramik enthielten. Nach jahrelangen Verhandlungen konnte die Gemeinde mit Unterstützung des Landes Oberösterreich dem Eigentümer das Grundstück 2017 abkaufen. Seit März 2017 legt ein vierköpfiges Archäologenteam der Grabungsfirma Archeonova im Auftrag des OÖ. Landesmuseums (Leitung Stefan Traxler und Wolfgang Klimesch) die Reste des Burgus frei. Hierfür wurde auch die Trasse der direkt am Grabungsgelände vorbeiführenden Bundesstraße etwas nach Westen versetzt.

## Entwicklung
Am Limes fanden seit Konstantin I. und letztmals unter Valentinian I. umfangreiche Um- und Neubauten statt, die aufgrund des Mangels an Soldaten vor allem die Befestigungen modernisierten und verstärken sollten. Zwischen den etablierten Kastellen wurden zusätzlich Kleinkastelle (quadriburgi oder centenaria) eingefügt. Diese hauptsächlich zur Zeit Valentinians, oft unter großen Anstrengungen errichteten Wehrbauten hatten nur eine kurze Lebensdauer und wurden größtenteils schon im frühen 5. Jahrhundert wieder aufgegeben. Auch der Burgus von Oberranna wurde noch in spätrömischer Zeit durch einen Brand zerstört. Bisher konnte noch nicht geklärt werden, wodurch das Feuer ausgelöst wurde. Um 1500 erfolgte eine erneute Besiedelung des exponierten und hochwassersicheren Areals, das durch den Schuttkegel des Burgus noch mehr herausgehoben wurde. Das noch vollständig erhaltene Untergeschoß des Nordturms wurde in das Fundament des neuen Gebäudes miteinbezogen. Dieser Umstand hat sich im Nachhinein als besonderer Glücksfall erwiesen und die römische Bausubstanz vor der völligen Zerstörung bewahrt. Drei der Türme wurden im Jahr 1960 jedoch durch Baggerarbeiten für die Errichtung einer Tankstelle schwer beschädigt. Von der Mauersubstanz des Südturms und von Teilen des Westturms wurden dabei ca. 1 Meter abgetragen. Bis ins 20. Jahrhundert wurde das Gebäude als Wirtshaus geführt und das Untergeschoß des Nordturms als Weinkeller genutzt. 2007 wurde das ruinöse Gebäude komplett abgetragen, seine Bodenplatte blieb aber zum Schutz der archäologischen Substanz zunächst noch unberührt. Bis 2016 war das Areal wieder vollkommen verbuscht und wurde u. a. als Schrottplatz genutzt. Die Verwurzelung des Pflanzenbewuchses gefährdete jedoch zunehmend die römischen Mauerreste. 2017 wurde daher auch der Pflanzenbewuchs beseitigt. Die anschließend durchgeführten geophysikalischen Untersuchungen enthüllten den bemerkenswert guten Erhaltungszustand der römischen Festung. Nach Abschluss der Ausgrabungen wurde 2018 ein Holz-Stahl-Schutzbau (Grundfläche ca. 1000 m²) über der Grabungsstätte errichtet, um langfristig den Schutz vor Witterungseinflüssen gewährleisten zu können.

## Burgus
Laut den jüngsten Befunden handelt es sich – wie schon lange vermutet – um die Reste eines spätantiken Quadriburgus, ähnlich dem Burgus Untersaal (D), wahrscheinlich aus dem 4. Jahrhundert. Er wirkt in seiner Konstruktion wie eine verkleinerte Ausführung einiger rechteckiger spätantiker Großfestungen. Die Kleinfestung (Zentralraum ca. 15 × 17 Meter, Außenmaße ca. 28 × 29 Meter) war mit ihrer Schmalseite von NO nach SW orientiert. Betreten werden konnte es durch ein Tor zwischen dem Nord- und dem Ostturm, eine der Torwangen konnte 2018 freigelegt werden. Seine Besatzung zählte vermutlich um die 30 Mann. Das fast vollständig freigelegte Mauerwerk erreichte abschnittsweise noch eine Höhe von mehr als zwei Metern, die Fundamente waren bis zu 1,5 Meter tief. Das Kernwerk war an den Ecken zusätzlich mit Rundtürmen (Durchmesser etwa 8–10 Meter) verstärkt. Diese verfügten vermutlich über drei Stockwerke und könnten bis zu 10 Meter hoch gewesen sein. Die in den 1960er Jahren freigelegte, 9,75 m lange SW-Mauer war noch ca. 1,60 m hoch erhalten und maß in der Mitte 1,50 m. Sie bestand aus heißvermörtelten Bruchsteinen. Die Wehranlage lässt sich noch am ehesten mit dem – allerdings erheblich größeren – pannonischen Kleinkastell von Visegrád–Gizellamajor vergleichen. In dessen NW-Turm war ebenfalls ein Heißbad eingebaut.

### Nordostturm
Seine Mauern stehen noch bis zu einer Höhe von 2,5 Meter aufrecht (Fundamenttiefe 1,5 Meter). Dieser Teil des Burgus wurde vom Gasthof Wagner überlagert, in dessen Keller sich das Untergeschoß des Turms erhalten hat und als Weinlager genutzt wurde. Im 4. Jahrhundert befand er sich noch auf ebenerdigem Niveau. Im Lauf der Jahrhunderte sank er immer weiter ab. Im Spätmittelalter wurde unmittelbar an die römischen Mauern ein zweiter Mauerkranz hinzugefügt, der das heutige Gewölbe des Kellers trägt. Die römische Mauersubstanz wurde im 20. Jahrhundert bei Anlage eines zweiten Kellereingangs teilweise zerstört.

### Südostturm
Der Turm hatte einen Durchmesser von 4,80 m, die Mauer war 1,60 m breit, die hier ansetzende SO-Mauer gleich stark wie ihr südwestliches Gegenstück. Er wurde 1840 teilweise freigelegt. Man entschied sich, in vorerst als archäologisches Reservat für künftige Untersuchungen noch unter der Erde zu belassen. Seine Position/Ausmaße sind durch eine graue Kiesbestreuung markiert.

### Nordwestturm
Er war aufgrund seiner zusätzlichen Funktion als Badehaus etwas größer dimensioniert und durch eine 7,80 m lange und 0,75 m breite Mauer in zwei Räume abgetrennt. Dort befand sich der beheizbare Raum (caldarium) mit Hypocaustum und Hohlziegelwänden. Zwei Mauerzungen des außen an der Südseite liegenden Praefurniums (Heizraum) sind teilweise noch erhalten, der Rest wurde 1960 zerstört. Auch das Wasserbecken (piscina) im benachbarten Kaltraum (frigidarium) war noch vollständig vorhanden. Hier fanden sich in situ noch Reste des antiken, sehr harten und wasserdichten Wandverputzes. In ihm sind noch Fingerabdrücke zu erkennen. Um seine Erhaltung zu gewährleisten, wird er im Winter abgedeckt und im Bedarfsfall auch beheizt. Der Raum verfügte weiters über drei steinerne Sitzbänke. Die Wanne ist direkt in den Mauerring gesetzt was bedeutet, dass das Bad schon von Anfang an ein fixer Bestandteil des Wehrbaues war. Das Badewasser wurde wahrscheinlich in einem Kessel außerhalb des Turmes erhitzt. Das Brauchwasser konnte über ein – heute noch erhaltenes – Bleirohr wieder abgelassen werden. Der Boden der Baderäume bestand aus verschieden großen Ziegeln die vermutlich von einem abgerissenen Gebäude stammten. Die Beschickung des Praefurniums erfolgte über einen teilweise mit Ziegeln ausgelegten Kanal. Beide Baderäume waren durch eine 1,5 m breite Türe verbunden. In der SW-Mauer ist eine kleine, 1,5 m breite Nische ausgespart, die ursprünglich entweder eine Kaiser- oder Götterstatue aufnahm oder aber als Aussparung zur Verlegung von Hohlziegeln (tubuli) diente. Durch einen Heizkanal wurde die Heißluft in den Hypokaust des Baderaumes und der Wanne geleitet und erwärmte durch die Tubuli auch ihre Wände. Sie wurde danach weiter in die darüberliegenden Räume geleitet und strömte wohl über kaminartige Dachöffnungen ins Freie.

### Südwestturm
Dieser Turm wurde bei Anlage einer Tankstelle 1960 fast vollkommen zerstört und wurde 2018 freigelegt. Er wurde in den früheren Grabungsplänen nur aufgrund von Vermutungen zeichnerisch ergänzt. Er besaß im Norden einen 1,50 m breiten Durchlass, der in sein Untergeschoß führte. Aufgrund des Nachweises von wasserbeständigen Mörtelresten könnte sich dort ein Schwitzbad (laconicum oder sudatorium) befunden haben.

### Kasernen
Die Mannschaftsunterkünfte (contubernia) waren, typisch für spätantike Befestigungen, an deren Rückseite direkt an die Wehrmauern angebaut, mittig des Kernwerkes wurde zur besseren Beleuchtung und Belüftung ein kleiner Hof ausgespart. Die Konstruktion ruhte an der Vorderseite auf vier Pfeilern, deren quadratische Fundamente bei den Grabungen nachgewiesen werden konnten (vgl. hierzu auch Burgus Zeiselmauer). Ob die Unterkünfte tw. aus Stein oder zur Gänze aus Holz bestanden, ist unklar.

## Vorgängergebäude
Unter dem heutigen Befund konnten noch die Reste eines etwas älteren, mehrphasigen Gebäudes nachgewiesen werden, dessen Ausmaße und Funktion aber bislang ungeklärt blieb. Das spärliche Fundmaterial lässt keine eindeutige Datierung zu, jedoch eine Nutzung in der Zeit vor 300 n. Chr. annehmen. Auch über seine Entstehungszeit lässt sich aufgrund der nur dürftigen Fundlage nichts Genaues aussagen. Vermutlich wurde es größtenteils in der Spätantike errichtet oder modernisiert.

## Meilenstein
Von den zahlreichen römischen Meilensteinen, die für Oberösterreich vorauszusetzen sind, haben nur sechs bekannte Exemplare (Wels, Mösendorf bei Vöcklamarkt, Vöcklabruck, Weiterschwang bei Gampern, Timelkam) die Jahrhunderte überdauert (Gerhard Winkler). Einer davon wurde in der Nähe des Kleinkastells, beim Jochenstein, gefunden. Er konnte in die Regierungszeit des Kaisers Caracalla (211–217) datiert werden. Der seit der Überschwemmung von 1845 verschollene Meilenstein stand nordwestlich von Engelhartszell. Bei Grenzstreitigkeiten zwischen dem Hochstift Passau und dem Kloster Engelszell, 1590 und 1591 spielte der Stein eine wichtige Rolle. Eines seiner Fragmente soll im Backofen des Edtbauern, dessen Hof durch den Rückstau des Kraftwerkes Jochenstein in den 1950er Jahren überflutet wurde, eingemauert gewesen sein. Eine Replik steht heute am Donau-Radweg am „Isaplatz“ in der Nähe des Kraftwerks. Auf seiner Inschrift war als caput viae (lateinisch „Kopf“ = Ausgangspunkt) Boiodurum (Passau) angegeben. Der Name des von Boiodorum nächstgelegenen Ortes war nicht mehr identifizierbar (Saloato?). Er lag 15 milia passum (ca. 22,5 km) entfernt. Dort teilt der Jochenstein, ein Granitfelsen, den Strom. Wo die Trasse der Limesstraße verlaufen ist, ließ sich nicht mehr ermitteln. Die Formulierung „…viam iuxta amnem Danuvium fieri iussit…“ bedeutet, dass die Straße zu Beginn des 3. Jahrhunderts nicht völlig neu errichtet, sondern dieser Abschnitt zur Vorbereitung eines Feldzuges gegen die Alamannen (213 n. Chr.) saniert wurde. Von ihrem Ausgangspunkt Boiodurum verlief dieser Abschnitt der Limesstraße über Stanacum nach Ioviacum, Ad Mauros und Ovilavis (Wels).
Die Inschrift lautet nach Gerhard Winkler wie folgt:
Imp(erator) Caesar
M(arcus) Aureliu/s Antoni-
nus Pius Fe-
lix Aug(ustus) Par-
t(hicus) maximus
Brit(annicus) maxim-
us tr(ibunicia) p(otestate) X[V imp(erator) III co(n)s(ul) design(atus) IIII]
viam iuxta
amnem Da-
nuvium fi-
eri iussit a
Boiioduru(!) in
SALOATO m(ilia) p(assuum)
XV
Übersetzung: „Imperator Caesar Marcus Aurelius Antoninus, der fromme und glückliche Augustus, größter Sieger über die Parther, größter Sieger über die Britannier, Inhaber der tribunizischen Gewalt zum 15. Male, dreimal zum Imperator ausgerufen, vierten Mal zum Konsul designiert, ließ eine Straße entlang der Donau anlegen, von Boiodurum nach […] 15 römische Meilen.“

## Hinweis
Die Anreise erfolgt über die Bundesstraße 130 (Nibelungenstraße), der Fundort liegt am östlichen Ortsausgang zwischen dem Donauufer und der Bundesstraße. Das konservierte Mauerwerk ragt noch etwa 1,6 m aus dem Erdboden. Das Kleinkastell wurde für die OÖ Landesausstellung 2018 konserviert und darüber hinaus zum Schutz mit einer Stahl/Holz Konstruktion überdacht. Das Bodendenkmal ist heute eine Außenstelle des Oberösterreichischen Landesmuseums. Im Oberen Donautal sind Oberranna und Schlögen im Zuge der Landesausstellung als Ausstellungsorte mit speziellen Themenschwerpunkten vorgesehen. Im Inneren des Schutzbaus führt eine zum Teil schwebende Steganlage aus Stahl die Besucher über die konservierten Mauerreste. Von dort eröffnet sich auch guter Blick auf das Donautal und macht die strategische Lage und die Funktion des römischen Burgus besser nachvollziehbar.

## Denkmalschutz
Die Anlage ist seit 1985 Bodendenkmal im Sinne des Österreichischen Denkmalschutzgesetzes. Nachforschungen und gezieltes Sammeln von Funden ohne Genehmigung des Bundesdenkmalamtes stellen eine strafbare Handlung dar. Zufällige Funde archäologischer Objekte sowie alle in den Boden eingreifenden Maßnahmen sind dem Bundesdenkmalamt (Abteilung für Bodendenkmale) zu melden.